# Нигматшаев, Камалитдин
Камалитдин Нигматшаев — советский хозяйственный, государственный и политический деятель, Герой Социалистического Труда.

## Биография
Родился в 1901 году. Член КПСС с 1924 года.
С 1920 года — на хозяйственной, общественной и политической работе. В 1920—1970 гг. — комсомольский работник в Намангане, председатель колхоза в Ленинском районе Андижанской области, партийный работник в Ташкентской и Самаркандской областях Узбекской ССР, первый секретарь Фаришского райкома КП(б) Узбекистана, первый секретарь Хатирчинского райкома КП(б) Узбекистана, второй секретарь Андижанского областного комитета КП(б) Узбекистана, первый секретарь Пахтаабадского райкома Компартии Узбекистана, председатель партийной комиссии при Андижанском областном комитете КП Узбекистана.
Указом Президиума Верховного Совета СССР от 11 января 1957 года присвоено звание Героя Социалистического Труда с вручением ордена Ленина и золотой медали «Серп и Молот».
Депутат Верховного Совета Узбекской ССР 3-го, 4-го и 5-го созывов.
Делегат XIX съезда КПСС.
Умер после 1970 года.